# Матвеев, Сергей Николаевич
Сергей Николаевич Матвеев — советский инженер, лауреат Сталинской премии.
До 1947 г. работал в НИИ-6 (Москва), проводил исследования взрывов.
С 1947 г. участник советской ядерной программы. Сначала — инженер в газодинамическом секторе, затем зам. начальника лаборатории натурных газодинамических испытаний научно-исследовательского сектора КБ-11.
Во время испытаний первой советской атомной бомбы на Семипалатинском полигоне (29 августа 1949 года) — взрывник, дублёр К. И. Щёлкина.
В 1952—1953 начальник отдела 25/1 НИС. С 1953 — главный инженер сектора 03.
Сталинская премия 1949 года — за разработку проверенной конструкции специального заряда из взрывчатых веществ.
Сталинская премия 1951 года — за участие в разработке важнейших узлов изделия РДС.
Награждён орденом Ленина (1949); медалью «За трудовую доблесть» (1953); орденом Трудового Красного Знамени (1954).